# Krutîi Bereh, Lubnî
Krutîi Bereh (în ucraineană Крутий Берег) este un sat în comuna Tîșkî din raionul Lubnî, regiunea Poltava, Ucraina.

## Demografie
Componența lingvistică a localității Krutîi Bereh
     Ucraineană (98,95%)
     Rusă (1,05%)
Conform recensământului din 2001, majoritatea populației localității Krutîi Bereh era vorbitoare de ucraineană (98,95%), existând în minoritate și vorbitori de rusă (1,05%).